# دیدگاه فمینیسم در خصوص افراد تراجنسیتی
دیدگاه فمینیست‌ها به تراجنسیتی و تراجنسی بسیارگسترده و مختلف است، از پذیرفتن تراجنسیتی‌ها و قبول حق تغییر جنسیت آن‌ها تا رد و تبعیض قائل شدن میان آن‌ها با دیگران.
بعضی از رهبران فمینیست مانند جانیک ریموند وشیلا جفریس معتقدند که باید تراجنسیتی‌ها را سرکوب و محدود کرد زیرا آن‌ها تبعیض علیه جنسیت را تشدید می‌کنند و تنها به صفر و یک جنسیت اعتقاد دارند، در مقابل آن‌ها جودیت باتلر و جودیت هالبرستام معتقدند تراجنسیتی‌ها هنجارهای جنسیت را به چالش می‌کشند و کاملاً مورد قبول هستند. همچنین برخی تراجنسیتی‌ها نیز مانند جولیا سرانو و کریستا اسکات‌دیکسون هستند که خود را یک فمینیست می‌دانند.

## ترنس فمینیسم
این اصطلاح که گاهی به شکل ترنسفمینیسم هم شناخته می‌شود توسط رابرت هیل این‌گونه تشریح می‌شود: «دسته‌ای از فمینیسم که به مباحث تراجنسیتی‌ها در مقابل مباحث فمینیسم می‌پردازد.»
وی همچنین می‌گوید: «ترنس فمینیسم یک دسته بامحتوای خاص است که بر تراجنسی‌ها و تراجنسیتی‌ها دلالت می‌کند اما تفکر و ایده آن را می‌توان به تمام زنان بسط داد»
در سال ۲۰۰۶ اولین کتاب با مضمون ترنسفمینیسم بانام «Transfeminism, trans/forming feminism: transfeminist» نوشته کریستا اسکاتدیکسون منتشر شد

## عقاید فمینیست‌ها درباره تراجنسیتی
در سال ۱۹۹۹ کتاب زن کامل ادامه‌ای بر کتاب زن ناقص نوشته جرمینا گریر منتشر شد. در بخشی از این کتاب با عنوان نمایش بانو وی بیان می‌کند با ترنس زنی که تغییر جنسیت داده را به عنوان یک زن قبول نمی‌کند
«کشورهایی که جمعیت زنان در آن کم است، دولت‌ها با عجله و علاقه مردانی را که مایل به تغییر جنسیت هستند می‌پذیرند و آن‌ها را خواجه می‌کنند تا ادعای خود را ثابت کنند، زیرا آن‌ها زن بودن را مانند بی جنسیتی می‌دانند. تا به امروز خواهش و التماسی برای پیوند رحم یا تخمدان نبوده، اگر روزی پیوند رحم و تخمدان برای تراجنسی‌ها اجباری شوند تمام کسانی که مایل به تغییر جنسیت هستند ناپدید می‌شوند. اصرار برای قبول اینکه افرادی که تغییر جنسیت را انجام می‌دهند را به عنوان زن بپذیریم تنها صحتی بر این ادعا است که زنان، مرد ناقص هستند»
این بخشی از کتاب زن کامل نوشته گریر است.
گریر در سال ۱۹۸۹ به عنوان سخنران ویژه و همکار در کالج نیونهام انتخاب شد. گریر بسیار تلاش کرد تا یک تراجنسیتی به نام راشائل پادمن را از ورود به کالج محروم کند (کالج نیونهام مخصوص زنان است) اما ناموفق بود. گریر ادعا می‌کرد پادمن مرد متولد شده و اجازه ندارد در یک کالج زنانه راه پیدا کند. گریر پس از موج منفی که علیه وی در سال ۱۹۶۶ به راه افتاد مجبور به استعفا شد. در سال ۱۹۶۷ خبرنگار روزنامه گاردین مقاله‌ای به نام خواهری بدون احساس همکاری نوشت که البته پس از چاپ مقاله، از وبسایت گاردین حذف شد
در سال ۱۹۷۹ فردی به نام ریموند کتابی به نام امپراطوری تراجنسی: شیمیل شدن را منتشر کرد. ریموند در این کتاب می‌گوید تراجنسی بودن پدیده‌ای است که دلیل تراجنسی بودن، تنها تحت تربیت یک مادر مردگونه بودن است.
او ادعا می‌کند تغییر جنسیت تنها به خاطراستعمار هویت، فرهنگ سایست‌ها و گرایش‌های جنسی فمینیسم انجام می‌شود.
وی اضافه می‌کند:
«تغییر جنسیت تراجنسی‌ها تنها یک تجاوز به وجود زنان است زیرا آن‌ها زن بودن واقعی را به زن بودن مصنوعی تبدیل می‌کنند. تراجنسی‌ها نمونه بارز حمله به زنان هستند درحالی خود را مظلوم و بی‌گناه نشان می‌دهند.»
این دیدگاه توسط گروه‌های دگرباشان و حتی بعضی گروه‌های فمینیسم به عنوان یک تراجنسی ستیزی تلقی می‌شود. در واقع این دیدگاه‌ها شکل نفرت انگیز صحبت در برابر تراجنسی‌ها است
جولی بیندل چندین مقاله معترضانه علیه تغییرجنسیت و پیامدهای تراجنسی نوشته‌است. اولین مقاله بیندل در دسامبر ۲۰۰۳ در مجله Sunday Telegraph Magazine بود. این مقاله اولین نوشته در انگلستان بود که یک تراجنسی پشیمان را به تصویر می‌کشید.
او با فردی به نام کلودیا ملاقات کرد. کلودیا یک تراجنسی عمل کرده و پشیمان از جراحی بود. کلودیا می‌گفت که روانپزشکان توانایی تشخیص صحیح این مسئله را ندارند. بیندل رفتارهای پزشکان را در این مقاله به زیر سؤال برد. کمتر از یک ماه بعد مقاله‌ای در روزنامه گاردین به نام "برهم زدن جنسیت، مراقب باشید" چاپ شد. در این مقاله با لحن تندی به تراجنسی‌ها حمله شد و عقاید بیندل در آن به چاپ رسید(+). پس از چاپ این مقاله حدود ۲۰۰ نامه از سمت تراجنسیتی‌ها، پزشکان، روانشناسان، دانشگاهیان و سایر افراد به سمت گاردین سرازیر شد و خواستار اثبات ادعاهای آن شدند. سازمان‌های حمایتی این مقاله را تبعیض‌آمیز و غیرواقعی می‌دانستند. اکثر این اعتراضات به تیتر موضوع که با نام "برهم زدن جنسیت، مراقب باشید" بود، به کاریکاتوری که همراه آن بود و به بخشی از مقاله که با لحن تحقیرآمیزی بیان می‌کرد:«جهانی را تصور کنید که تنها تراجنسی‌ها در آن باشند»
بیندل درباره ایران می‌گوید:
«ایران یکی ازبیشترین آمار تغییر جنسیت را دارد و بالا بودن این آمار تنها برای این است که تبعیض‌های جنسیتی  باقی بماند و نقش‌های جنسیتی مخلوط نشود»
بیندل در قسمتی از روزنامه گاردین به اعتراضات پاسخ داد و سرانجام این اظهار نظرهای وی باعث شد تا به عنوان یک فمینیست رادیکال شناخته شود
شیلا جفریس نیز بیان می‌کند تغییر جنسیت را بایدبه عنوان نقض حقوق بشر و یک مشکل بزرگ برای فمینست‌ها شناخت!

## تراجنسی ستیزی و فمینیسم
ریموند فمینیست رادیکال که با کتاب خود به نام امپراطوری تراجنسی بحث‌های زیادی را به راه انداخت و در این کتاب بسیار صریح و واضح تغییر جنسیت را محکوم کرد.
او در کتابش نوشت:«تغییر جنسیت تراجنسی‌ها تنها یک تجاوز به وجود زنان است زیرا آن‌ها زن بودن واقعی را به زن بودن مصنوعی تبدیل می‌کنند. تراجنسی‌ها نمونه بارز حمله به زنان هستند درحالی خود را مظلوم و بی‌گناه نشان می‌دهند»
شاید واضح‌ترین رفتارهای تبعیض‌آمیز فمینیسم‌هادر برابر تراجنسی‌ها جشنواره موسیقی زنان میشگان باشد. در سال ۱۹۹۰ نانسی بورک‌هولدر (یک تراجنسی زن) از این فستیوال بیرون شد. بعد از آن این جشنواره در قوانین خود نوشت "زن فقط زن متولد می‌شوند". یکی از فعالان گروهی به نام ترنس کمپ (transcamp) به این قانون اعتراض کرد و خواستار اجازه حضور تراجنسی‌های زن در مراسم فمینیست‌ها شد.
سرانجام تراجنسی‌های جراحی کرده توانستند به این مراسم راه پیدا کنند اما کماکان تبعیضی بین تراجنسی‌ها برقرار بود و افرادی که نمی‌توانستند جراحی کنند از حضور در مراسم محروم شدند.
در مقابل بعضی فمینیست‌ها تغییر جنسیت را رد نمی‌کنند و آن را حق افراد تراجنسی می‌دانند
آندرا دورکین در کتاب خود به نام نفرت از زنان می‌نویسد «تراجنسی‌ها به خاطر اذیت‌هایی که از سمت جامعه می‌شوند حق تغییر جنسیت را دارند و جامعه باید این موضوع را بپذیرد و این آزادی را به آن‌ها بدهد. یعنی جراحی تراجنسی‌ها واقعاً تغییر جنسیت است و جامعه باید با رفتارهای خود این اقدام را تأیید کند»